# William Boyce

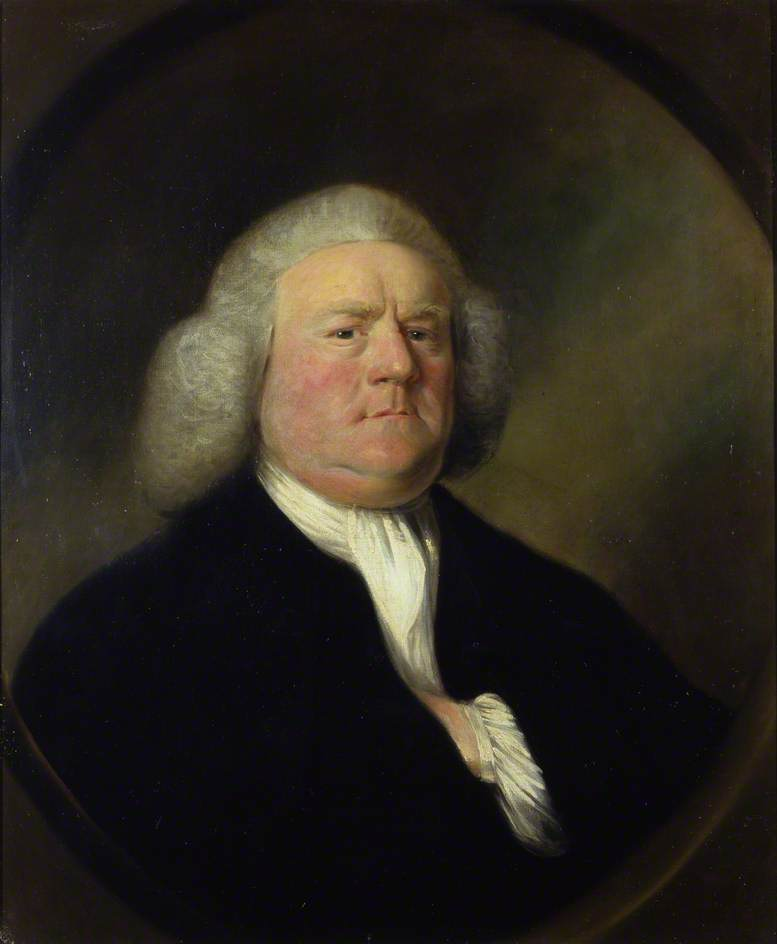
William Boyce.

William Boyce (Londres, 11 de septiembre de 1711-7 de febrero de 1779) fue un compositor inglés.
Boyce fue un niño del coro de la Catedral de San Pablo, antes de estudiar música con Maurice Greene después de que le cambiase la voz. Su primer desempeño como profesional llegó en 1734, cuando consiguió un trabajo como organista en la Oxford Chapel. Tuvo muchos puestos similares antes de ser nombrado «Master of the King's Music» en 1755, llegando a ser organista en la Chapel Royal en 1758.
Boyce padecía de problemas de audición; cuando su sordera llegó a ser tan acentuada que no podía continuar en sus puestos de organista, se retiró y trabajó en completar la compilación de la Cathedral Music que su maestro Greene había dejado incompleta a su muerte. Esto permitió a Boyce editar trabajos de William Byrd y Henry Purcell. Muchas de las piezas de su colección son todavía usadas en los servicios anglicanos de hoy.
Boyce es conocido por su conjunto de ocho sinfonías, sus antífonas («anthems») y sus odas. También escribió la mascarada Peleus and Thetis y canciones para Secular Masque (de John Dryden), música incidental para las obras de William Shakespeare —La tempestad (teatro), Cymbeline, Romeo y Julieta y The Winter's Tale— y gran cantidad de música de cámara incluyendo un lote de doce de Trío sonatas.
Boyce fue totalmente olvidado después de su muerte y aun hoy en día es un compositor poco tocado, a pesar de que un gran número de sus obras fueron descubiertas en los años 1930 y que Constant Lambert editó y algunas veces interpretó sus obras.